# Канільяс-де-Ріо-Туерто
Канільяс-де-Ріо-Туерто (ісп. Canillas de Río Tuerto) — муніципалітет в Іспанії, у складі автономної спільноти Ла-Ріоха. Населення — 46 осіб (2009).
Муніципалітет розташований на відстані близько 230 км на північ від Мадрида, 33 км на захід від Логроньйо.

## Демографія
Динаміка населення (INE ):

## Галерея зображень

Розташування муніципалітету